# Otto Anker Nielsen
Otto Anker Nielsen er professor i gruppen for transportmodellering ved DTU's Institut for Teknologi, Ledelse og Økonomi (DTU Mangement).
Han er uddannet civilingeniør fra DTU, hvor han senere også modtog sin Ph.d.-titel.
Nielsen er i redaktionsgruppen for Dansk Tidsskrift for Transportforskning.